# Gruffalo (kniha)
Gruffalo je britská veršovaná obrázková dětská kniha od autorky Julie Catherine Donaldson a ilustrátora Axela Schefflera. Příběh vypráví o malé myšce, která se vydává na procházku lesem a cestou přelstí několik predátorů včetně Gruffala. Kniha byla poprvé vydána v roce 1999 vydavatelstvím Macmillan Children's Books ve Velké Británii. Prodává se v pevných deskách, vytištěná na tvrdých stránkách leporela, čímž je kniha přizpůsobena dětem předčtenářského věku. Obsahuje asi 700 slov a je napsána za použití rýmovaných dvojverší s opakujícím se rytmem. Jde o typický příběh o lstivém hrdinovi šprýmaři, inspirovaný čínskou lidovou pověsti „Liška, která si půjčila hrůzu tygra“ (anglicky „The Fox that Borrows the Terror of a Tiger“) . Od svého vydání se knihy Gruffalo prodalo více než 13,5 milionu exemplářů a získalo řadu literárních cen pro děti, včetně ceny Nestlé Smarties Book Prize.
Kniha byla adaptována na divadelní představení a animovaný film nominovaný na Oscara. Inspirovala také vznik široké škály produktů, pamětní mince, atrakce v zábavním parku Chessington World of Adventures a několik lesních stezek. V roce 2004 autorka vydala volné pokračování pod názvem The Gruffalo's Child, kterou do češtiny přeložila Erika Stařecká pod názvem Gruffalinka. I tuto knihu ilustroval Scheffler.

## Děj
Myška se prochází lesem a postupně potkává tři predátory, kteří ji chtějí sníst – nejdříve lišku, poté sovu a nakonec hada. Každé z těchto zvířat zve myš do svého domova na hostinu, přičemž se dá tušit, že myš má být jejich pokrmem. Myš však každou nabídku odmítá a všem tvrdí, že má v plánu večeřet s „Gruffalem“. Dále myš popisuje Gruffala jako stvoření s „hrůzostrašnými kly, hrůzostrašnými drápy a hrůzostrašnými tesáky ve své hrůzostrašné tlamě“. Každému z predátorů myš prozradí, že právě on je oblíbenou potravou této smyšleného příšery. Ze strachu, že by je Gruffalo mohl sníst, každé zvíře prchá. Myš, která je přesvědčená, že Gruffalo je jen pouhý výmysl, pronáší: Hloupá stará liška / sova / had! Copak neví, že žádný Gruffalo neexistuje?

## Přijetí díla
Kniha se téměř ihned po vydání stala velmi populární. Již v roce vydání obdržela prestižní ocenění Nestlé Smarties Book Prize v kategorii 0–5 let, jehož cílem bylo podporovat četbu ve Spojeném království. O rok později, v roce 2000, pak vyhrála Nottingham/Experian Children's Book Award, ocenění udělované za nejlepší dětské knihy, a také ocenění britského dětského televizního programu Blue Peter za nejlepší knihu pro čtení nahlas. Zároveň se v roce 2000 stala nejprodávanější obrázkovou knihou ve Spojeném království. Jako audiokniha získala ocenění v kategorii dětských knih a v roce 2009 ji radiostanice BBC Radio 2 označila za nejlepší vyprávění na dobrou noc. V nezávislém výzkumu britského charitativního programu Booktime získala první místo na seznamu nejoblíbenějších dětských knih.